# العنف على المرأة في أوكرانيا
يعتبر العنف على المرأة مشكلة اجتماعية متأصلة في الثقافة الأوكرانية والتي ولدتها القولبة النمطية التقليدية للذكور والإناث. لم تُلاحظ هذه المشكلة خلال الحقبة السوفاتية، لكنها أصبحت خلال العقود الأخيرة موضوع هام يتم مناقشته في المجتمع الأوكراني وبين الباحثين الأكاديمين.

## الوضع الراهن
ذكر نزهة إحسان ممثل صندوق الأمم المتحدة للسكان في أوكرانيا في فبراير 2013 أن «أوكرانيا لديها مستوى غير مقبول من العنف، والذي يرتكبه الرجال بصفة رئيسية والذي يرجع بشكل رئيسي إلى تعاطي الكحوليات». كما ذكر أن الثغرات القانونية الموجودة في التشريعات ساهمت في وجود مشكلة العنف الأسري، وذكر «يمكنك أن تنتهك المرأة ومازالت إذا كنت مسؤولاً رفيع المستوى أو كنت من عائلة مسؤولة رفيعة المستوى، يمكنك أن تفلت منها».
من وجهة نظر الأعراف التقليدية يفترض للمرأة الأوكرانية «أن تكون جميلة وأن تصبح أماً». فضلاً عن ذلك، تميل التقاليد الجنسانية في أوكرانيا إلى تقييد النساء من شغل مناصب السلطة السياسية، حين أن القواعد المتعلقة بسلوك الرجل هي أن يكون حامي للمرأة. وقد عزز الصراع المسلح في المقاطعات الشرقية للبلاد فصل المسؤوليات بين الجنسين. ولكن تقارير الأمم المتحدة تشير إلى أن النساء الأوكرانيات اللواتي يعشن في منطقة النزاع معرضات لمخاطر كبيرة بسبب ضعف إنفاذ القانون، والتجمعات الكبيرة للمجموعات العسكرية وانتشار الأسلحة.
في عام 2015 أعربت المفوضية السامية للأمم المتحدة لحقوق الإنسان عن قلقها الشديد حيال التفاقم السريع لحالات العنف على المرأة في أوكرانيا. وفقاً لتقديرات منظمة الأمن والتعاون في أوروبا فإن العنف على المرأة متفشي في أوكرانيا، ويؤدي إلى حدوث حالات وفيات بدرجة أكبر ثلات أضعاف من النزاع المسلح الدائر في المقاطعات الشرقية للبلاد.